# فيم إيغ
فيم إيغ (مواليد 22 يونيو 1953) هو طبيب وكاهن كاثوليكي هولندي، أصبح كاردينال في عام 2012.